# Општина Бајица де суб Кодру (Марамуреш)
Бајица де суб Кодру (рум. Băiţa de sub Codru) општина је у Румунији у округу Марамуреш.
Oпштина се налази на надморској висини од 256 m.